# Carla Khan
Carla Khan (* 18. August 1981 in London) ist eine ehemalige pakistanische Squashspielerin.

## Karriere
Carla Khan war von 2000 bis 2010 auf der WSA World Tour aktiv und gewann auf dieser fünf Titel. Ihre höchste Platzierung in der Weltrangliste erreichte sie mit Position 21 im Mai 2004. 2003 und 2004 stand sie jeweils im Hauptfeld der Weltmeisterschaft, kam beide Male aber nicht über die erste Runde hinaus. Sie wurde mehrfache pakistanische Landesmeisterin. Sie gewann unter anderem 2002 und 2005 den Titel.
Khan entstammt einer Squashfamilie. Ihr Großvater war Azam Khan, zudem ist sie mit dessen Bruder Hashim Khan, dessen Cousin Roshan Khan und dessen Neffen Mo Khan und Jahangir Khan verwandt. Die Sängerin Bat for Lashes ist eine Cousine dritten Grades. Sie ist mit dem Cricketspieler Shahbaz Khan verheiratet und hat mit ihm eine Tochter und einen Sohn.

## Erfolge
- Gewonnene WSA-Titel: 5
- Mehrfache pakistanische Meisterin